# Stephanos Christopoulos
Stephanos Christopoulos (Grieks:Στέφανος Χριστόπουλος) (Patras, 1876 - na 1906) was een Grieks worstelaar. Hij nam deel aan de Olympische Zomerspelen van 1896 in Athene.
In de competitie van het worstelen nam Christopoulos de bronzen medaille mee naar huis.
Hij was lid van het Gymnastiki Etaireia Patron, dat samen met Panachaikos Gymnastikos syllogos in 1923 Panachaiki Gymnastiki Enosi vormde.